# TW Андромеды
TW Андромеды (лат. TW Andromedae) — двойная затменная переменная звезда типа Алголя (EA) в созвездии Андромеды на расстоянии приблизительно 854 световых лет (около 262 парсеков) от Солнца. Видимая звёздная величина звезды — от +11,04m до +8,98m.

## Характеристики
Первый компонент — жёлто-белая звезда спектрального класса F0V или F0/2V. Масса — около 1,677 солнечной, радиус — около 2,19 солнечных, светимость — около 11,548 солнечных. Эффективная температура — около 7200 K.
Второй компонент — оранжевый гигант или субгигант спектрального класса K0, или K2, или K1-3III-IV. Масса — около 0,323 солнечной, радиус — около 3,37 солнечных, светимость — около 3,1427 солнечных. Эффективная температура — около 4191 K. Орбитальный период — около 4,1228 суток.
Предполагается наличие третьего компонента с минимальной массой около 0,27 солнечной и орбитальным периодом около 49,6 лет.